# An-Nasir Dâ'ûd
Pour les articles homonymes, voir An-Nasir.
Al-Nasir Dâ’ûd (v. 1204 † 1258) est un ayyoubide, d’abord sultan de Damas de 1227 à 1229, puis émir de Transjordanie de 1229 à 1248. Il était fils de Malik al-Mu'azzam Musa, émir de Damas.

## Biographie
Il succède à son père Al’Mu’azzam mort le 11 novembre 1227. Âgé d’une vingtaine d’années, il doit faire face aux ambitions de son oncle Al-Kamil, sultan d’Égypte, qui envahit son domaine et fait la conquête de Jérusalem et de Naplouse. Al-Nasir appelle un autre oncle, Al-Ashraf, émir de Jazira, à son aide, et ce dernier intervient en faisant semblant de prendre son neveu sous sa protection (août 1228) mais trahit son neveu et passe un accord avec Al-Kamil pour partager les domaines de leur neveu, Al-Ashraf prenant le nord avec Damas et Al-Kamil le sud avec la Palestine.
Al-Nasir Da’ud, se rendant compte à temps de la traîtrise, se retranche dans sa capitale de Damas, où il est assiégé par les troupes de ses oncles plus tard en 1228. Le siège se prolonge jusqu’au 12 juillet 1229, puis Al-Ashraf prend finalement Damas et en devient le sultan, tout en reconnaissant la suzeraineté de son frère aîné. Al-Nasir reçoit en compensation l’émirat de Kérak, en Transjordanie.
Il en est l’émir pour les trente années suivantes. Il participe à une coalition contre Al-Kamil et ses proches, en 1233 mais pas à celle de 1237. En 1239, il reprend brièvement de l’importance, quand son cousin As-Salih Ayyoub, fils aîné d’Al-Kamil, est chassé de Damas par une révolte et tombe en son pouvoir. Al-Nasir le garde prisonnier, refusant de la livrer à Al-Adel II, frère d’Ayyoub et sultan d’Égypte.
Une nouvelle croisade arrive en Terre sainte et en novembre 1239, le croisé Pierre Mauclerc, duc de Bretagne attaque une caravane se déplaçant du Jourdain à Damas. Révolté, Al-Nasir marche sur Jérusalem, pratiquement sans défense. Il occupe la ville, et la garnison de la citadelle se rend le 7 décembre. Al-Nasir ne tente pas de conserver la ville, mais détruit simplement les fortifications et la Tour de David et retourne à Kerak.
En avril 1240, Al-Nasir, en guerre contre Al-Adel, libère Ayyoub et s’allie avec lui contre les Égyptiens, contre la promesse de restitution de Dams en cas de victoire. Al-Adel est assassiné par ses propres soldats, et Ayyoub et Al-Nasir entre en triomphe au Caire. Quand Al-Nasir rentre le mois suivant à Kerak, il se trouve sous le coup d’une attaque des croisés, qui se sont alliés avec son ennemi, le sultan de Damas Al-Salih Ismaël. Pendant ce temps, Ayyoub renonce à sa promesse de rétablir Al-Nasir sans son sultanat de Damas, laissant Al-Nasir politiquement isolé. Dans le but de conserver ses domaines, Al-Nasir est obligé de conclure un accord avec Ismail, puis avec les croisés.
Au printemps 1241, Ayyoub, qui a signé une trêve avec les croisés, se met en campagne pour faire la conquête de la Syrie. Son armée livre une bataille aux troupes d’Al-Nasir à l’ouest de Jérusalem, et est vaincue. Cependant, Al-Nasir change encore de camp et s’allie avec Ayyoub. Pendant les deux années suivantes, il lutte contre les Francs, de temps en temps contre Ismaïl, mais sans recevoir beaucoup d’aide d’Ayyoub et change encore d’alliance pour rejoindre Ismaïl. L’invasion des Korasmiens venant du nord les conduit à abandonner une action commune entre Damas et les Francs contre l’Égypte, et Al-Nasir se retire à Kerak.
Ayyoub envoie son armée pour reprendre Damas et la Palestine en 1245 et prive Al-Nasir de ses terres à l’ouest du Jourdain. Il continue de régner sur Kerak, mais est déposé en 1248. Il meurt quelques années plus tard, en 1256.

## Postérité
D’une épouse dont l’histoire n’a pas conservé le nom, il avait eu :
- Al-Amjad Hasan,
- Ad-Daher Shadi,
- Malik al-Mu’azzam Iza,
- Al-Qahir, assassiné en 1277 par Baybars[11].

### Sources
- (en) Cet article est partiellement ou en totalité issu de l’article de Wikipédia en anglais intitulé « An-Nasir Dawud » (voir la liste des auteurs).
  - (en) Steven Runciman, A History of the Crusades, Volume III: The Kingdom of Acre and the Later Crusades, Cambridge, 1951.
- René Grousset, Histoire des croisades et du royaume franc de Jérusalem - III. 1188-1291 L'anarchie franque, Paris, Perrin, 1936 (réimpr. 2006), 902 p..
- Amin Maalouf, Les Croisades vues par les Arabes, J’ai lu, 1983 (ISBN 978-2-290-11916-7).